# راي هيغز
راي هيغز (بالإنجليزية: Ray Higgs)‏ هو لاعب دوري الرغبي أسترالي، ولد في 1950 في روما (أستراليا) في أستراليا.